# Asplenium sagittatum
Asplenium sagittatum là một loài dương xỉ trong họ Aspleniaceae. Loài này được DC. Bunge, A. J. mô tả khoa học đầu tiên năm 1952.